# O. Jochen Schmidt
O. Jochen Schmidt (* 31. Juli 1938 in Dresden; † 13. Mai 2000) war ein deutscher Filmarchitekt und Szenenbildner.

## Leben und Wirken
Schmidt durchlief nach dem Abitur eine Schreinerlehre und absolvierte ein Innenarchitektur-Studium. Als Szenenbildner und Filmarchitekt ist Schmidt seit 1973 aktiv, ab 1975 war er das kommende Vierteljahrhundert beim Fernsehen wie beim Kinofilm gut beschäftigt. In frühen Jahren gestaltete Schmidt die Kulissen zu wichtigsten Inszenierungen Helmut Dietls (Der Durchdreher, Der ganz normale Wahnsinn, Schtonk!), Wolfgang Petersens (Die Konsequenz, Schwarz und weiß wie Tage und Nächte) und Robert van Ackerens (Das andere Lächeln, Die Reinheit des Herzens).
Weitere Regisseure, denen Schmidt zuarbeitete, waren Wolfgang Staudte, Georg Tressler, Bernhard Wicki, Franz Peter Wirth, George Moorse, Peter Weck und Axel Corti. Von 1982 bis 1990 betreute er szenenbildnerisch auch die BR-Talkshow Heut’ abend mit Joachim Fuchsberger. Schmidts Tätigkeiten wechselten regelmäßig zwischen Kinofilm und Fernsehen, seine Karriere endete zur Jahrtausendwende mit dem ambitionierten TV-Dreiteiler Die Manns – Ein Jahrhundertroman von Heinrich Breloer.

## Filmografie
Als Fernseharchitekt, wenn nicht anders angegeben
- 1976: Tatort: Zwei Leben
- 1976: Inspektion Lauenstadt (Serie)
- 1977: Planübung
- 1977: Die Konsequenz
- 1977: Das andere Lächeln
- 1978: Schwarz und weiß wie Tage und Nächte (Film-Fernseh-Produktion)
- 1978: Der Durchdreher
- 1978–1979: Die unsterblichen Methoden des Franz Josef Wanninger
- 1979: Der ganz normale Wahnsinn
- 1979: Die Reinheit des Herzens (Kino)
- 1979: Car-napping – bestellt – geklaut – geliefert (Kino)
- 1980: Daniel
- 1980: Der Mond ist nur a nackerte Kugel (Kino)
- 1981: Verwirrung der Gefühle (La confusion des sentiments)
- 1982–1990: Heut’ abend (Talkshow)
- 1984: Eine blaßblaue Frauenschrift
- 1986: Schiefweg
- 1987: Der Pfandlbräu
- 1988: Meister Eder und sein Pumuckl (Serie)
- 1989–1992: Die Hausmeisterin (Serie)
- 1990: Die unendliche Geschichte II – Auf der Suche nach Phantásien (Kino)
- 1990: Café Europa
- 1991: Schtonk!
- 1992: Kaspar Hauser (Kino)
- 1995: Der schönste Tag im Leben
- 1997: Sophie – Schlauer als die Polizei (Serie)
- 1998: Zwei Brüder (Serie, zwei Folgen)
- 1999: Der Weibsteufel
- 2000: Die Manns – Ein Jahrhundertroman (TV-Dreiteiler)